# 岩﨑浩太郎
岩﨑浩太郎（いわさき こうたろう）は、日本の財務官僚。大臣官房文書課広報室長。

## 来歴
東京大学法学部卒業。
2005年4月 財務省入省（関税局関税課）。
2012年から英国財務省法人税課兼英国歳入・関税庁減価売却課。法人税関連法、減価売却関連法の改正を担当した。
2016年 大臣官房総合政策課長補佐。
2020年7月 理財局国債業務課長補佐。国債の円滑な発行と中長期的な調達コストの抑制を達成するため、市場との対話やマーケットの調査・分析を基に発行。国債企画課と国債業務課が一体で点検を行っていた。
2022年7月1日 大臣官房文書課長補佐兼大臣官房文書課情報公開・個人情報保護室長兼大臣官房文書課公文書監理官室長。2024年6月19日 大臣官房文書課長補佐兼大臣官房文書課情報公開・個人情報保護室長兼大臣官房文書課公文書監理官室長兼大臣官房文書課広報室長兼大臣官房文書課広報企画調整官兼大臣官房文書課政策評価室長兼大臣官房文書課政策分析調整室長。同年7月10日 大臣官房文書課長補佐兼大臣官房文書課情報公開・個人情報保護室長兼大臣官房文書課公文書監理官室長兼大臣官房文書課広報室長兼大臣官房文書課広報企画調整官。同年7月12日 大臣官房文書課長補佐兼大臣官房文書課広報室長兼大臣官房文書課広報企画調整官。

## 略歴
- 2005年4月：財務省入省（関税局関税課）[2][3]。
- 2007年：仙台国税局調査査察部。
- 2008年：イェール大学へ留学。
- 2010年7月：国際局国際機構課企画係長[6]。
- 2011年7月：国際局国際機構課長補佐。
- 2012年：英国財務省法人税課 兼 英国歳入・関税庁（英語版）減価売却課[3]。
- 2014年：主税局参事官補佐。
- 2015年7月：主税局調査課長補佐。
- 2016年：大臣官房総合政策課長補佐。
- 2017年7月：欧州復興開発銀行（EBRD）理事補。
- 2020年7月：理財局国債業務課長補佐[4]。
- 2022年7月1日：大臣官房文書課長補佐 兼 大臣官房文書課情報公開・個人情報保護室長 兼 大臣官房文書課公文書監理官室長[4]。
- 2024年6月19日：大臣官房文書課長補佐 兼 大臣官房文書課情報公開・個人情報保護室長 兼 大臣官房文書課公文書監理官室長 兼 大臣官房文書課広報室長 兼 大臣官房文書課広報企画調整官 兼 大臣官房文書課政策評価室長 兼 大臣官房文書課政策分析調整室長。
- 2024年7月10日：大臣官房文書課長補佐 兼 大臣官房文書課情報公開・個人情報保護室長 兼 大臣官房文書課公文書監理官室長 兼 大臣官房文書課広報室長 兼 大臣官房文書課広報企画調整官。
- 2024年7月12日：大臣官房文書課長補佐 兼 大臣官房文書課広報室長 兼 大臣官房文書課広報企画調整官[5]。